# Marc Van Eeghem
Marc Van Eeghem (Zeebrugge, 14 september 1960 – Brugge, 14 december 2017) was een Vlaams acteur en broer van presentator/quizmaster Kurt Van Eeghem. 

## Biografie
Marc Van Eeghem rondde zijn theateropleiding af in 1983 aan de Studio Herman Teirlinck. Dat jaar was de start van een carrière in theater, naast rollen in langspeelfilms en televisieseries. In het theater speelde hij bij Arca, De Tijd, Het Zuidelijk Toneel, Toneelhuis, DAS-theater en 't Arsenaal. Hij kreeg naam in producties als De man zonder eigenschappen, Desperado, Hamlet vs Hamlet, De blinden, Maria Stuart en Passions humaines.
In de bioscoop was Van Eeghem te zien in onder meer Wildschut, Het gezin van Paemel, Daens en Hector.
Van Eeghem had hoofdrollen in Terug naar Oosterdonk, De Parelvissers (als Jan de Ridder), Matroesjka's, Katarakt, De Ronde, Het goddelijke monster, Windkracht 10 en Tytgat Chocolat. Hij was Tor in de Walschapreeks Ons geluk op VTM. In 2004 en in 2006 had hij een gastrol in Witse. Ook had hij een bijrol in de Vlaamse comedy Het eiland, waarin hij de immer norse IT-manager Luc Pasteels speelde. In 2004 (inspecteur Baert) en in 2010 speelde hij een gastrol in Aspe, in 2011 in Code 37 en Vermist III en in 2012 in Witse, Zone Stad en De Elfenheuvel. In 2016 had hij een gastrol in Patrouille Linkeroever.

### Ziekte en overlijden
Op 19 april 2012 legde Van Eeghem naar aanleiding van de start van de campagne Kom op tegen Kanker een getuigenis af op Radio 1 over zijn gevecht tegen prostaatkanker. Na een aanvankelijke genezenverklaring volgde een herval en bleek de kanker uitgezaaid naar het bekken. In oktober 2017 gaf Van Eeghem, die nog steeds actief was als acteur, aan dat hij gestopt was met chemotherapie. Op 14 december 2017 overleed hij.

## Filmografie (selectie)
Van Eeghem begon met acteren in 1985. Toen speelde hij Hugo in de film Wildschut. Daarnaast was hij ook nog te zien in onder meer:
- Het gezin van Paemel
- Recht op Recht - Vandaele (2000) en directeur Baetens (2002)
- Flikken (2003) - Rudy
- Aspe
- Team Spirit 2
- Terug naar Oosterdonk
- Daens
- Hector
- Matroesjka's
- De Parelvissers
- Ons geluk
- Windkracht 10
- Katarakt
- Het goddelijke monster
- De Ronde
- Code 37
- Witse (2004, 2006, 2012) - verschillende gastrollen
- De Kavijaks
- Het eiland
- De Elfenheuvel
- Kulderzipken
- In Vlaamse velden (2014) - eerwaarde Verbeke
- Loslopend wild & gevogelte
- Amateurs (2014) - Jan Delvo
- Safety First (2014)
- Café Derby (2015) - marktkramer Steve
- Patrouille Linkeroever (2016)
- Tytgat Chocolat (2017) - Lode Tytgat
- Bad Trip (2017)
- Gent West (2018)[4]
- De Bunker
- Gooische Vrouwen (seizoen 1)
- Koning van de wereld (2007) - cliënt Zanzibar